# Gardiner-Staudamm
Der Gardiner-Staudamm am South Saskatchewan River in Saskatchewan, Kanada, ist einer der größten Staudämme der Erde, gemessen am Bauwerksvolumen. Er staut 25 km von dem Dorf Elbow den South Saskatchewan River zum Lake Diefenbaker, einem großen Stausee, auf.
Das kanadische Parlament genehmigte das Projekt am 1. September 1958. Am 27. Mai 1959 begann die erste Bauphase, im Beisein von John Diefenbaker, Premier Tommy Douglas und ungefähr 15.000 weiteren Zuschauern. 1967 war das Bauwerk fertiggestellt und der See entstand. Die offizielle Eröffnung des Staudamms erfolgte am 21. Juli 1967, als in Kanada die Hundertjahrfeiern zur Staatsgründung stattfanden. Die Provinz Saskatchewan wurde am 1. April 1969 Eigentümerin und übernahm am 1. April 1997 die vollständige Kontrolle. Die Talsperre gehört der Saskatchewan Watershed Authority, die für Betrieb und Wartung zuständig ist.
Der Staudamm ist nach James Garfield Gardiner benannt, der von 1926 bis 1929 und noch einmal von 1934 bis 1935 Premierminister von Saskatchewan war und anschließend ein langjähriger kanadischer Bundesminister. Der See ist nach John Diefenbaker, einem früheren Premierminister von Kanada, benannt. Der Stausee hat eine maximale Tiefe von 66 m bei einer mittleren Tiefe von 21,8 m. Bei einer Oberfläche von 430 km² ist die Uferlinie 760 km lang. Zum Aufstau des Sees wurde neben dem Gardiner-Staudamm ein zweiter, kleinerer Staudamm benötigt, der Qu’Appelle River Dam, der den Qu’Appelle River absperrt. Die Kosten beider Absperrbauwerke betrugen zusammen etwa 120 Millionen kanadische Dollar.
Ein Wasserkraftwerk, die Coteau Creek hydroelectric station, erzeugt 186 Megawatt elektrischen Strom. Das Wasser wird neben der Stromgewinnung auch für die Bewässerung verwendet, außerdem für die städtische Wasserversorgung und für die Abflussregulierung der beiden Flüsse, zum Schutz vor Hochwasser, zur Freizeiterholung und für den Naturschutz. Ein Drittel der Bevölkerung Saskatchewans ist vom Wasser des Stausees abhängig.
Die Hochwasserentlastung des Gardiner-Staudamms besteht aus 260.000 Kubikmetern Beton und kann pro Sekunde 7.500 Kubikmeter Wasser abführen. Am Ufer des Sees gibt es drei Provinzparks: den Danielson Provincial Park, den Douglas Provincial Park und den Saskatchewan Landing Provincial Park.